# Ectropothecium goliathense
Ectropothecium goliathense là một loài Rêu trong họ Hypnaceae. Loài này được M. Fleisch. mô tả khoa học đầu tiên năm 1914.